# Port lotniczy Dos Lagunas
Port lotniczy Dos Lagunas (Aeropuerto de Dos Lagunas) – port lotniczy zlokalizowany w mieście Dos Lagunas w Gwatemali.